# مات ريتشي
مات ريتشي (بالإنجليزية: Matt Ritchie)‏ مواليد 10 سبتمبر 1989 في إنجلترا، هو لاعب كرة قدم إنجليزي يلعب مع نادي بورنموث كلاعب وسط.

## المسيرة الاحترافية

### أندية لعب لها
- نادي بورتسموث
- سويندون تاون
- نادي بورنموث

## روابط خارجية
- مات ريتشي على موقع الاتحاد الأوربي (الإنجليزية)
- مات ريتشي على موقع إي إس بي إن إف سي (الإنجليزية)
- مات ريتشي على موقع قاعدة بيانات كرة القدم.إي يو (الإنجليزية)
- مات ريتشي على موقع ناشيونال فوتبول تيمز (الإنجليزية)
- مات ريتشي على موقع Soccerbase.com (لاعب) (الإنجليزية)
- مات ريتشي على موقع Soccerway.com (الإنجليزية)
- مات ريتشي على موقع عالم كرة القدم.نت (الإنجليزية)
- مات ريتشي على موقع AS.com (الإسبانية)